# 阿卜杜勒·瓦希布·扎希里
阿卜杜勒·瓦希布·扎希里（英語：Abdul Wahab Zahiri，1992年5月27日—）是阿富汗田徑運動員。他參加2016年夏季奧林匹克運動會100公尺項目，在預賽以11.56秒在該小組排名第7，未能晉級準決賽。

## 國際比賽
| 年   | 賽事 | 舉辦城市       | 名次   | 項目    | 記錄  |
| ---- | ---- | -------------- | ------ | ------- | ----- |
| 2016 | 奧運 | 巴西里約熱內盧 | DQ (h) | 100公尺 | 11.56 |

## 外部連結
- 阿卜杜勒·瓦希布·扎希里在的頁面